# Aquitania hercegeinek listája

Az Aquitániai Hercegség címere

Aquitania hercegei a történelmi Aquitania területén egy frank majd francia vazallus, de okcitán és baszk nyelvű állam uralkodói voltak.

## A Meroving-időszak hercegei (555–778)
| Neve        | Uralkodott | Megjegyzés |
| ----------- | ---------- | --- |
| Chramn      | 555-560    | Halála után I. Chilperich frank király két hercegségre osztotta Akvitániát, hogy a hercegek összefogva verjék le a baszkokat.                     |
| Desiderius  | 583-587    | 584-ben Bladasttal nagy sereget vezetett a baszkok ellen, de vereséget szenvedett tőlük.                                                          |
| Bladast     | 583-587    | 587-ben Desideriusszal megpróbálta feltartóztatni a baszk ellentámadást, de ismét vereséget szenvedett. Valószínű, hogy mindkét herceg elesett.   |
| Astrobald   | 587-589    | |
| Sereus      | 589-592    | |
| Charibert   | 629-632    | Meroving uralkodó. |
| Chilperic   | 632        | Meroving uralkodó. |
| Boggis      | 632-660    | |
| Félix       | 660-670    | |
| I. Lupus    | 670-676    | Lehet, hogy Baszkföldön egészen 710-ig hatalomban maradt.                                                                                         |
| I. Nagy Odo | 688-735    | Lehet hogy csak 692-ben, 700-ban, vagy 715-ben lépett trónra. Eudes írásmóddal is gyakori.                                                        |
| I. Hunald   | 735-748    | Odó fia, visszavonult egy kolostorba. Elképzelhető hogy később visszatért (lásd lentebb).                                                         |
| Waifer      | 748-767    | Hunald fia. |
| II. Hunald  | 767-769    | A visszatérő I. Hunald (Waifer apja), vagy más Hunald (Waifer fia). Folytatta Waifer felkelését, de Nagy Károlytól végleges vereséget szenvedett. |

## Közvetlen Karoling uralom (778–884) — Akvitánia alárendelt királyai
778 után I. Nagy Károly nem nevezett ki több herceget, hanem közvetlen uralma alá vonta a térséget. 781-ben fiát, I. Jámbor Lajost nevezte ki a régió alárendelt királyának. Lajos után több Karoling királya is volt Aquitániának.
| Neve                         | Uralkodott | Megjegyzés                                                                                     |
| ---------------------------- | ---------- | ---------------------------------------------------------------------------------------------- |
| I. Nagy Károly               | 778-781    |                                                                                                |
| I. Jámbor Lajos              | 781-817    | Akvitánia királya                                                                              |
| I. Pipin — király            | 817-838    | Lajos fia                                                                                      |
| II. Pipin — király           | 838-852    | I. Pipin fia, 855-ben visszatért és szembeszállt a Kopasz Károly jelöltjeivel 864-es haláláig. |
| Ranulf — herceg              | 852-866    | Poitou grófja                                                                                  |
| III. Gyermek Károly — király | 855-866    | Kopasz Károly fia.                                                                             |
| Hebegő Lajos — király        | 866-879    | Kopasz Károly fia, francia király 877-től.                                                     |
| Karlmann — király            | 879-884    | Hebegő Lajos fia, Burgundia királya.                                                           |

Amikor 882-ben Karlmann lett bátyja, III. Lajos francia király után Franciaország egyedüli királya, Aquitánia a francia királyok irányítása alá került.

## Francia uralom alatti hercegek (852–1453) — a második akvitán hercegség
A Karolingok ismét megszerezték Aquitánia hercegi címét, először 852-ben, majd újra 887-ben. Később ezt a hercegséget hívták Guyenne-nek.

### Vegyesházi uralkodók (852–927)
| Uralkodó                             | Uralkodott                     | Megjegyzés                                                                 |
| ------------------------------------ | ------------------------------ | -------------------------------------------------------------------------- |
| A Poitiers-ház hercegei              |                                |                                                                            |
| I. Ranulf (*820 k.)                  | ur.: 852, †866. szeptember 15. | Poitiers grófja is.                                                        |
| ...                                  |                                |                                                                            |
| II. Ranulf (*850)                    | ur.: 887, †890. augusztus 5.   | I. Ranulf fia. Poitiers grófja magát 888-tól Aquitánia királyának nevezte. |
| Fattyú Ebalus (*870 k.)              | ur.: 890–893, ld. alább        | II. Ranulf törvénytelen fia. Poitiers és Auvergne grófja is.               |
| Az Auvergne-ház hercegei             |                                |                                                                            |
| I. Jámbor Vilmos (*875. március 22.) | ur.: 893, †918. július 6.      | Auvergne grófja is.                                                        |
| II. Ifjabb Vilmos                    | ur.: 918, †926. december 12.   | I. Vilmos unokaöccse. Auvergne grófja is.                                  |
| Acfred                               | ur.: 926, †927                 | II. Vilmos fivére. Auvergne grófja is.                                     |

### Poitiers-házi uralkodók (927–1204)
| Uralkodó                                 | Uralkodott                       | Megjegyzés |
| ---------------------------------------- | -------------------------------- | --- |
| A Poitiers-ház hercegei                  |                                  | |
| Fattyú Ebalus (2x)                       | ur.: 927, †935                   | |
| III. Szőke Vilmos (*915)                 | ur.: 935, †963. április 3.       | Ebalus fia. Poitiers és Auvergne grófja is (950-től). Egyes vélemények szerint címét a királyi kancellária nem ismerte el.       |
| IV. Vaskezű Vilmos (*937)                | ur.: 963–993, †994. február 3.   | III. Vilmos fia. Poitiers grófja is. Lemondott fia javára.                                                                       |
| V. Nagy Vilmos (*969)                    | ur.: 993, †1030. január 31.      | IV. Vilmos fia. Poitiers grófja is.                                                                                              |
| VI. Kövér Vilmos (*1004)                 | ur.: 1030, †1038. december 15.   | V. Vilmos első fia. Poitiers grófja is.                                                                                          |
| II. Odo (*1011)                          | ur.: 1038, †1039. március 10.    | V. Vilmos második fia. poitiers-i és baszk gróf is.                                                                              |
| VII. Sólyom Vilmos (*1023)               | ur.: 1039, †1058 ősze            | V. Vilmos harmadik fia. Poitiers grófja is.                                                                                      |
| VIII. Vilmos (*1025 k.)                  | ur.: 1058, †1086. szeptember 25. | V. Vilmos negyedik fia. poitiers-i és baszk gróf is.                                                                             |
| IX. Trubadúr Vilmos (*1071. október 22.) | ur.: 1086, †1127. február 10.    | VIII. Vilmos fia. poitiers-i és baszk gróf is.                                                                                   |
| X. Toulouse-i Vilmos (*1099)             | ur.: 1127, †1137. április 9.     | IX. Vilmos fia. poitiers-i és baszk gróf is.                                                                                     |
| Aquitániai Eleonóra (*1122)              | ur.: 1137, †1204. április 1.     | X. Vilmos leánya. poitiers-i és baszk grófnő is, VII. Lajos francia király francia király majd II. Henrik angol király felesége. |

### Plantegenet-házi uralkodók (1204–1453)
| Uralkodó                                        | Uralkodott                            | Megjegyzés                                                          |
| ----------------------------------------------- | ------------------------------------- | ------------------------------------------------------------------- |
| IV. Capeting Lajos (*1120)                      | ur.: 1137–1152, †1180. szeptember 18. | francia király, Aquitánia hercege feleségével, Eleonórával, együtt. |
| Az angol Plantagenet-ház királyai               |                                       |                                                                     |
| I. Plantagenet Henrik (*1133. március 5.)       | ur.: 1152–1172, †1189. július 6.      | Angol király, aquitániai herceg feleségével együtt.                 |
| I. Oroszlánszívű Richárd (*1157. szeptember 8.) | ur.: 1172, †1199. április 6.          | Angol király, aquitániai herceg anyjával, Eleonórával, együtt.      |
| I. Földnélküli János (*1167. december 24.)      | ur.: 1199, †1216. október 19.         | Angol király, aquitániai herceg anyjával együtt 1204-ig.            |
| II. Henrik (*1207. október 1.)                  | ur.: 1216–1254, †1272. november 16.   | Angol király.                                                       |
| I. Hosszúlábú Eduárd (*1239. június 17.)        | ur.: 1254–1306, †1307. július 7.      | Angol király.                                                       |
| II. Eduárd (*1284. április 25.)                 | ur.: 1306–1325, †1327. szeptember 21. | Angol király.                                                       |
| III. Eduárd (*1312. november 13.)               | ur.: 1325–1362, †1377. június 21.     | Angol király.                                                       |

- 1377-ben VI. (Jó) Fülöp (1293-1350) visszaszerezte Aquitániát hűbérbirtokként III. Edward angol királytól, aki igényt tartott a francia trónra nagyapja, IV. (Szép) Fülöp jogán. Ez idézte elő a százéves háborút a Plantagenetek és a Valois-k ellen Aquitánia, Anjou  és Normandia birtoklásáért. 1360-ban megkötötték a bretigny-i szerződést. Edward lemondott a francia trónról, Aquitániára mint független államra továbbra is igényt tartott. A szerződést 1369-ben felbontották és a háború folytatódott. 1362-ben Edward fiát, a Eduárd walesi herceget tette meg aquitániai hercegnek.

| Uralkodó | Uralkodott                         | Megjegyzés |
| --- | ---------------------------------- | --- |
| Az aquitániai Plantagenet-ház királyai                                                                                                 |                                    | |
| Eduárd walesi herceg (*1330. június 15.)                                                                                               | ur.: 1362, †1376. június 8.        | III. Edward első fia. Walesi herceg. |
| II. Richárd (*1367. január 6.) | ur.: 1376–1390, †1400. február 14. | IV. Edward fia. |
| 1390-ben III. Richárd angol király nagybátyját, Gaunt-i Jánost nevezte ki Aquitánia hercegének. Ez a cím öröklődött János utódai közt. |                                    | |
| II. Gaunt-i János (*1340. március 6.)                                                                                                  | ur.: 1390, †1399. február 2.       | III. Edward angol király második fia. Lancaster hercege is. |
| III. Bolingbroke Henrik (*1366. április 3.)                                                                                            | ur.: 1399-ben, †1413. március 20.  | Apjától örökölte a hercegséget, de átadta azt a fiának amikor angol király lett. |
| IV. Henrik (*1387. szeptember 16.) | ur.: 1399, †1422. augusztus 31.    | III. Henrik fia. Angol király 1413-1422. Megszerezte családjának a francia trónt a Troyes-i szerződésben és Anglia és Franciaország királyává nyilvánította magát 1422-ben, de 1453-ban elvesztette az uralmat a franciák fölött. |
| V. Henrik (*1421. december 6.) | ur.: 1422–1453, †1471. május 21.   | Angol király 1422-1461, és 1470-1471. |

## Valois és Bourbon ideiglenes hercegek (1345–2000)
| Neve | Uralkodott | Megjegyzés                                                          |
| --- | ---------- | ------------------------------------------------------------------- |
| A Valois-dinasztia korai királyai |            |                                                                     |
| A Valois-házi francia királyok igényt tartottak az Aquitánia feletti fennhatósságra, örökölve ezt az őseiktől, a Dauphinoktól.                                             |            |                                                                     |
| III. Jó János | 1345-1350  | VI. Fülöp francia király fia, 1350-ben maga is francia király lett. |
| III. Károly | 1392-1401  | VI. Károly francia király fia.                                      |
| V. Lajos | 1401-1415  | VI. Károly francia király fia.                                      |
| A százéves háború végével ismét a francia királyok közvetlen uralma alá került és mindig a király viselte. Csak néha örökölte a hercegi címet a dinasztia egy másik tagja. |            |                                                                     |
| IV. Károly, Berry hercege | 1469-1472  | VII. Károly francia király fia.                                     |
| Xavér | 1753-1754  | Lajos Ferdinánd második fia.                                        |
| Bourbon Gonzálen | 1972-2000  |                                                                     |